# لئوناردو آرگوئیو بارتو
لئوناردو آرگوئیو بارتو (انگلیسی: Leonardo Argüello Barreto؛ زاده ۲۹ اوت ۱۸۷۵ – درگذشته ۱۵ دسامبر ۱۹۴۷) سیاستمدار، و نویسنده اهل نیکاراگوئه بود. وی از ۱ مه ۱۹۴۷ تا ۲۷ مه ۱۹۴۷ رئیس‌جمهور این کشور بود.
لئوناردو آرگوئیو بارتو در ۱۵ دسامبر ۱۹۴۷، بعد از یک دوره کوتاه بیماری در سن ۷۲ سالگی در مکزیکو سیتی درگذشت.